# Saltonsee
Der Saltonsee (englisch Salton Sea) ist mit einer Fläche von heute noch fast 1000 Quadratkilometern der größte See im US-Bundesstaat Kalifornien. Die Grenze zwischen dem Imperial County und dem Riverside County verläuft durch den See. Er liegt westlich der Chocolate Mountains in der Colorado-Wüste in der dortigen Salton-Senke (engl.: Salton sink) ca. 66 Meter unter dem Meeresspiegel. An selbiger Stelle lag früher bereits der prähistorische Lake Cahuilla.
Der heutige Saltonsee entstand als künstliches Gewässer durch einen Unfall, den „Great Salton Accident“, bei dem 1905 ein Damm des Colorado River brach und dieser zwei Jahre lang fast sein gesamtes Wasser in die Salton-Senke leitete. Heute fließen noch die Flüsse New River, Whitewater River, Alamo River und weitere kleine Flüsse in den Saltonsee, der selbst abflusslos ist. Wegen des unregelmäßigen Wasserzuflusses schwankt die Größe des Sees. Durch die Verdunstung hat der Salzgehalt des Wassers deutlich zugenommen sowie der Gehalt an Düngemitteln, die durch Bewirtschaftung der umliegenden bewässerten Felder in den See gelangen. Da sie von dort nicht mehr abfließen können, kommt es zu einer fortschreitenden Zerstörung des Ökosystems. Davor kamen fast eine Million Besucher im Jahr an den See. Naherholungsorte entstanden, die inzwischen jedoch alle zum großen Teil verwaist sind.
Am See liegen die Salton Sea State Recreation Area und das Sonny Bono Salton Sea National Wildlife Refuge.

## Geschichte

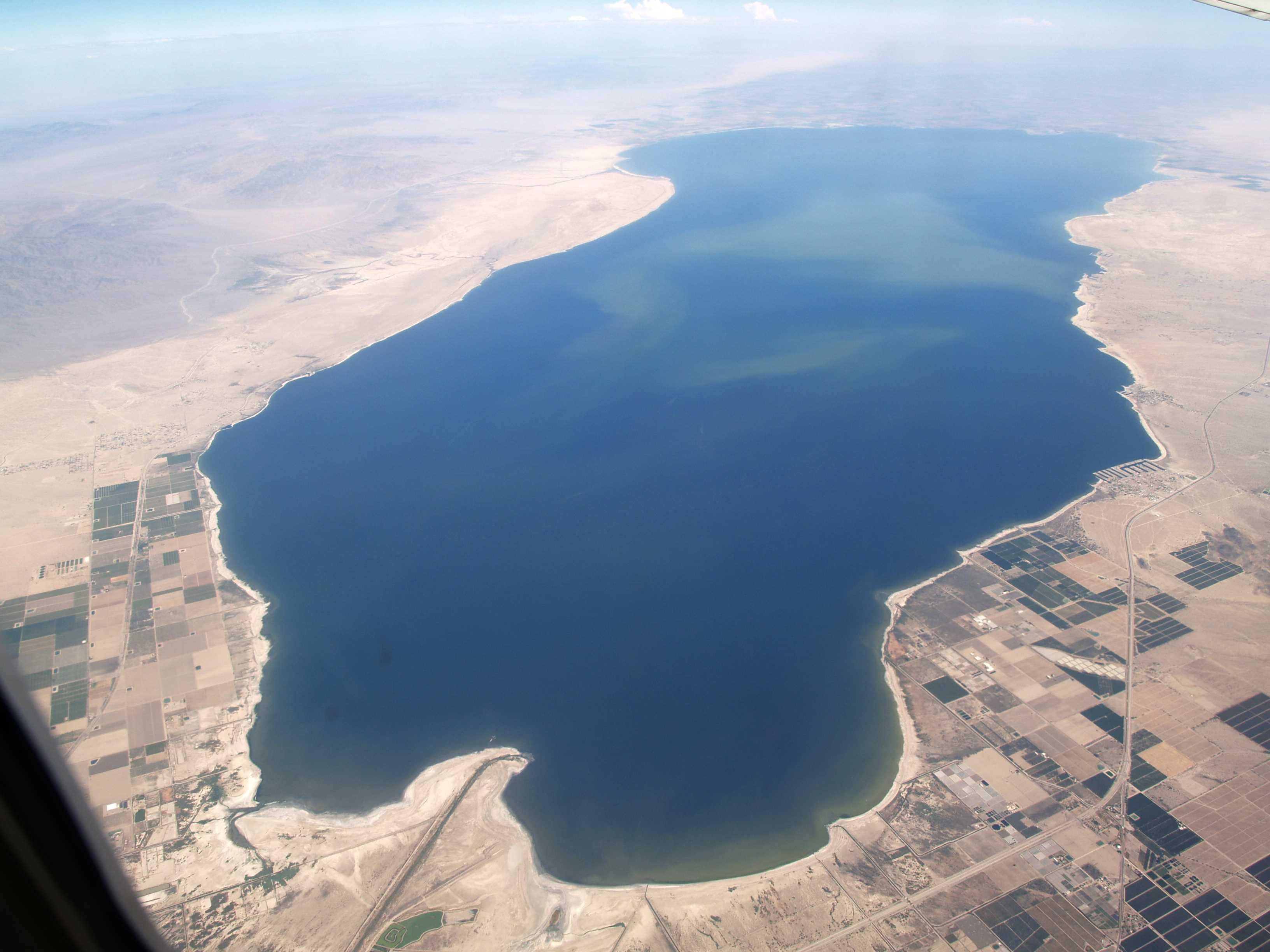
Luftaufnahme des Gewässers

Auch wenn die Gegend beim Eintreffen weißer Siedler trocken war, befand sich hier in früheren Zeiten doch bereits öfter eine natürliche Wasserstelle. So geht man heute davon aus, dass vor ca. 300 Jahren ein See existierte, den man Lake Cahuilla getauft hat, der aber verdunstet ist. Die Salton-Senke, die ursprünglich ein Teil des Golfs von Kalifornien war, wurde vor 120.000 und 67.000 Jahren durch Deltaablagerungen des Colorado-Flusses vom Golf abgetrennt. Die durch die Abschnürung entstandenen Seen wurden bei dem vorherrschenden Wüstenklima jeweils eingedampft. Nur bei Hochwassern des Colorado River floss gelegentlich ein Überschuss in das ansonsten trockene Tal, daher war bekannt, dass der Boden dort prinzipiell fruchtbar war.
Der heutige Saltonsee entstand dann als künstliches Gewässer im frühen 20. Jahrhundert durch einen Unfall.

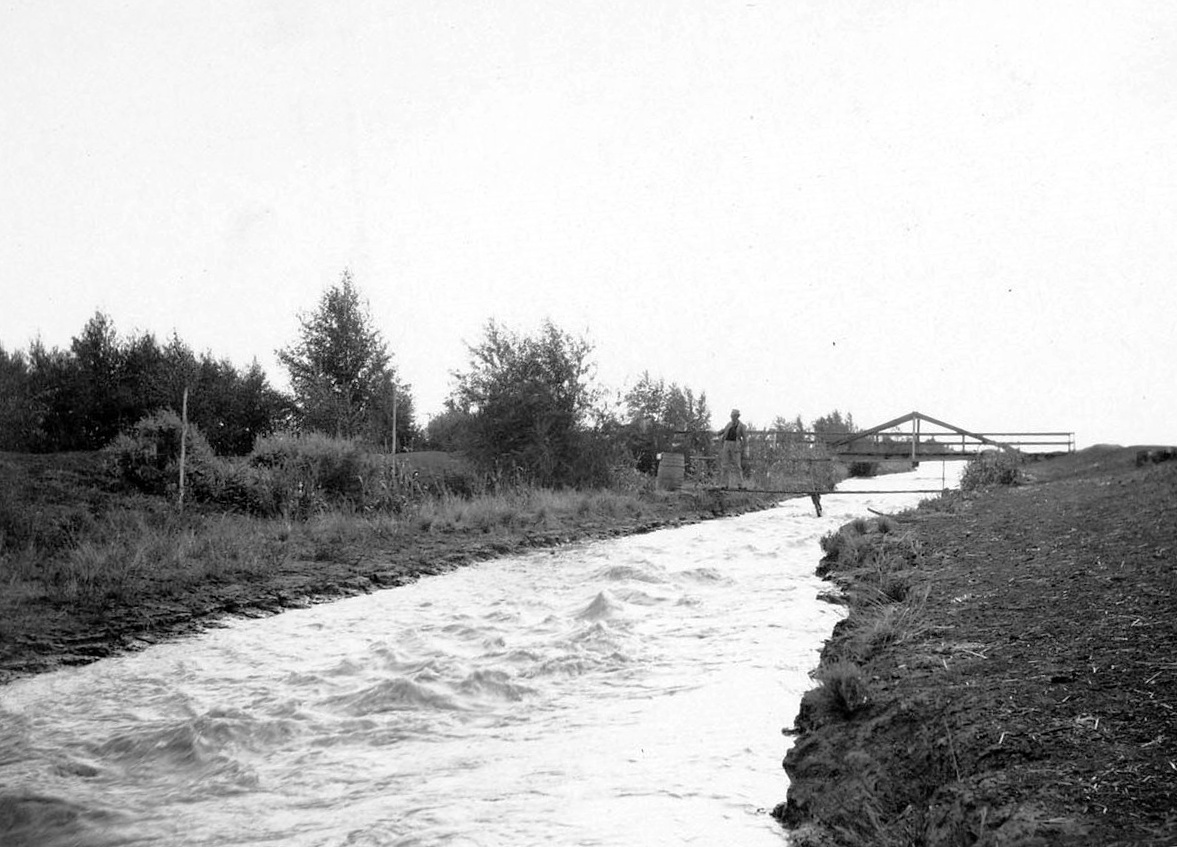
Imperial Canal, bzw. Alamo Canal, im Frühjahr 1905 noch unter Kontrolle

### Der „Great Salton Accident“
Im 19. Jahrhundert entstand im Tal (damals noch „Valley of the Dead“ genannt) eine Nebenbahnstrecke, um die Salton-Salzabbaustätte zu versorgen. Am 25. April 1896 fand die Gründung der California Development Company statt, einer Gesellschaft, die Wasser vom Colorado River über einen Kanal in das zu Marketingzwecken umbenannte „Imperial Valley“ leiten wollte, um es bewässern und bewirtschaften zu können. Unter Leitung von Charles R. Rockwood wurde 1901 der Imperial-Valley-Kanal (auch Alamo-Kanal genannt) fertiggestellt und lockte erste Siedler an. Nach nur drei Jahren war der Kanal aber bereits verschlammt und zudem von Sanddünen bedroht, sodass die Betreiber unter Druck standen, die versiegte Bewässerung wiederherzustellen. Ohne Genehmigungen mexikanischer Behörden, deren Territorium betroffen war, ordnete Rockwood einen Durchbruch mit neuer Schleuse an den Ufern des Colorado an, etwas südlich des ursprünglichen Imperial Canals. Dieser wurde bis 1905 abgeschlossen; die California Development Company hatte jedoch aufgrund mangelnder Geldmittel diese Schleuse nur ungenügend gesichert. Die Verbindung hielt darum den folgenden Frühjahrshochwassern des Colorado und des Gila Rivers nicht stand und es kam zu einer Katastrophe. Die Uferböschung beziehungsweise der aufgeschüttete Damm brachen auf einer Länge von rund 800 Metern, und der Bruch weitete sich von selbst aus. Ab August 1905 floss fast das gesamte Wasser des Colorado River in die Salton-Senke. Dort bildete sich ein 70 km langer und 30 km breiter See in dem sonst ausgetrockneten Becken, das zum Imperial Valley gehört. Das Wasser sammelte sich an der tiefsten Stelle des Tales, der bereits genannten Salton-Senke. Die Ortschaft Salton, die sich dort als Arbeitersiedlung um Salzabbaustelle und Bahnhof gruppierte, wurde rechtzeitig evakuiert und versank. Die California Development Company ging als Folge des Desasters endgültig bankrott.
Es dauerte bis 1907, bis die Fluten des Colorado River durch Baumaßnahmen der Southern Pacific Railroad unter Kontrolle gebracht wurden: Mehrere notdürftig aufgeschüttete Dämme brachen, und erst nach finanziellen Zusicherungen durch Theodore Roosevelt mobilisierte die Southern Pacific alle Kräfte und siegelte den Dammbruch mit weiteren 3000 Eisenbahnwaggons Schutt ab, sodass der Colorado ab Februar 1907 wieder in seinem alten Bett floss.

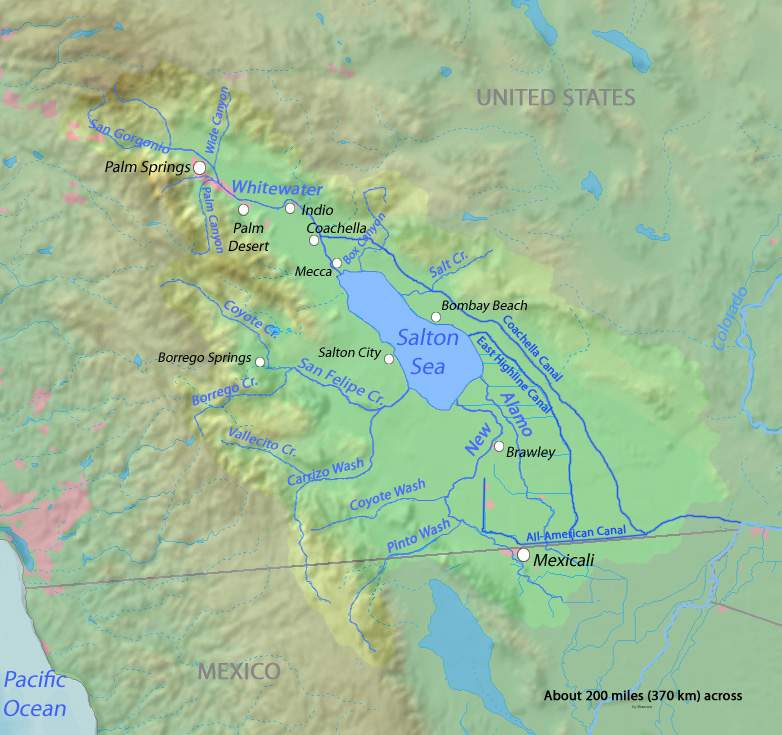
Landkarte des Sees und seiner näheren Umgebung

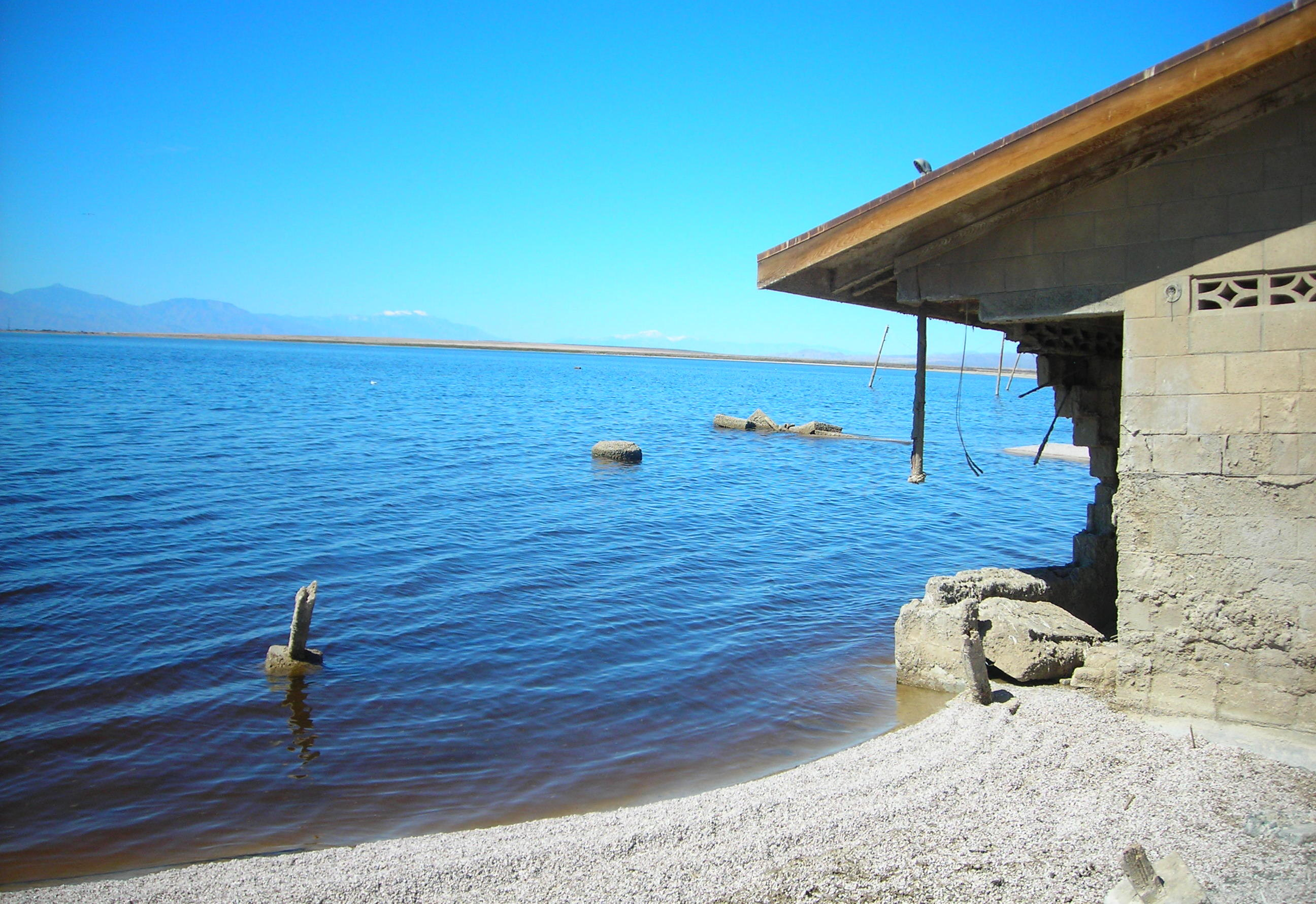
Am Ostufer des Saltonsees

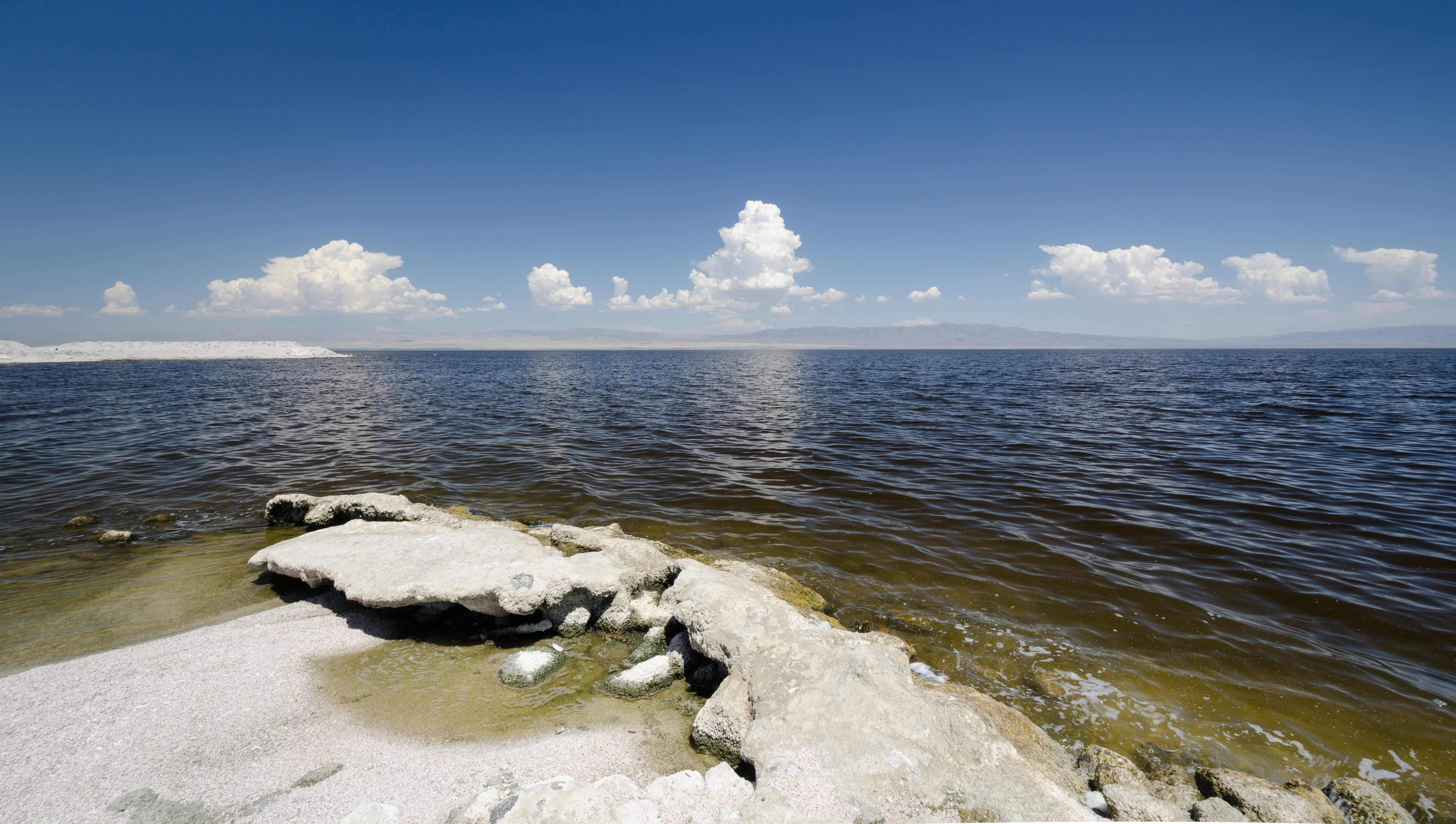
Der Saltonsee 2013

Nach dem „Great Salton Accident“ (Großer Salton-Unfall) wurde zunächst erwartet, dass der See schnell austrocknete, doch stattdessen kam es zu einer tatsächlichen landwirtschaftlichen Nutzbarmachung des Imperial Valley. 1926 wurden die Geschehnisse mit Gary Cooper in seiner ersten Hauptrolle als Entfesselte Elemente verfilmt (im Original: The Winning of Barbara Worth).

### Geschichte der Bewirtschaftung
Der anfängliche Wasserstand des neu geschaffenen Sees lag bei 164 ft (50 m) unter dem Meeresspiegel, 1920 war der niedrigste Stand mit −272 ft (−83 m). Seit 1980 war der Pegel relativ stabil bei etwa −236 ft (−72 m) und einer maximalen Tiefe von 13 m. Im Jahr 2000 lag der Seespiegel bei rund −228 ft (−69 m), bis 2024 sank er auf −241 ft (−73 m).
In den 1920er Jahren entwickelte sich der Saltonsee zu einem beliebten Ausflugsgebiet für die Einwohner Südkaliforniens. Die meist noch aus der Überflutungskatastrophe stammenden Süßwasserfische starben bis Ende der 1920er Jahre aber aus, mit Ausnahme der aus Afrika importierten und wärmeresistenten Tilapien, die sich an die nur langsam steigenden Salzkonzentrationen im See anpassen konnten und zuverlässig das Algenwachstum eingrenzten. Zu den Zugvögeln, die bald den See als Rastplatz entdeckten, gehören auch die Ohrentaucher: 90 % der nordamerikanischen Population mit circa 3.000.000 Exemplaren nutzen diesen See. Die größte Brutkolonie der Lachseeschwalbe befindet sich hier sowie 45 % des Habitats der gefährdeten Klapperralle. Es wurden 400 vom See lebende Vogelarten gezählt. Bis 1950 ergänzten Wissenschaftler die Fauna um etwa 30 Salzwasserfischarten, von denen sich aber nur eine geringe Zahl dauerhaft und dafür in größerer Zahl etablieren konnten, darunter Cynoscion, Micropogonias, Geißbrassen und Meeräschen.
Ab 1942 befand sich am See eine Marinefliegerstation. Dort fanden 1944/45 auch geheime Testabwürfe mit der Boeing B-29 in Vorbereitung des Atombombenabwurfs auf Hiroshima statt. Dabei wurden künstliche Ziele auf dem See bombardiert. 1946 übernahmen die Sandia Corporation und die Atomic Energy Commission die Testanlagen von der US-Marine und testeten dort unter anderem  Bombenzielgeräte, Raketen und Flugdrohnen. Da der See zunehmend zivil genutzt wurde, verlegte man die Testaktivitäten 1961 nach Tonopah in Nevada. 1942 fanden am See und an der Marinefliegerstation Dreharbeiten für den Film Wake Island statt.
Auch neue Siedlungen entstanden am Ufer: Salton City, Salton Sea Beach und Desert Shores am Westufer und Desert Beach, North Shore und Bombay Beach am Ostufer. Salton City wurde beispielsweise 1958 neu gegründet; Hotels, Motels, Yachthäfen und Luxusvillen wurden geplant, da der See als Erholungsgebiet sehr geeignet erschien. 20.000 Grundstücke für potentielle 40.000 Einwohner wurden in diesem Ort erschlossen, aber nur teilweise bebaut, und zum Großteil wieder aufgegeben. Ein erneuter, wenn auch nicht so enthusiastischer Siedlungsboom begann um das Jahr 2000.
Etwas südöstlich befindet sich Niland, ein Eisenbahnknoten an der Strecke von Los Angeles nach Yuma bzw. Mexicali. In der Umgebung sind auch geothermische Aktivitäten zu beobachten, so zum Beispiel Schlammgeysire östlich des Sees. Diese finden ihren Ursprung in der Lage der Salton-Senke im Bereich der San-Andreas-Verwerfung, der Nahtstelle zwischen der Nordamerikanischen und der Pazifischen Kontinentalplatte. Die geothermale Anomalie wird durch geothermische Kraftwerke am Südufer des Saltonsees auch zur Energiegewinnung genutzt.
Da der See aber über keinen Abfluss verfügt, handelt es sich um ein sensibles Ökosystem, das zunehmend gefährdet ist. Schwankungen im Wasserspiegel nach tropischen Stürmen führten in den 1950er, 1960er und 1970er Jahren wiederholt zu Überflutungen der angrenzenden Orte, die darum zum Teil aufgegeben wurden. Die hohe Nährstoffkonzentration im See führt immer wieder zu starker Algenbildung, wodurch wiederum Überpopulationen von Fischen (gerade Tilapien) möglich werden. Deren Absterben an Sauerstoffmangel garantiert das fragile Gleichgewicht des Sees, macht die Region aber zu Erholungszwecken unattraktiv. Beispielsweise kam es am 4. August 1999 zu einem Fischsterben mit 7,6 Millionen Kadavern an bloß diesem einen Tag, die noch im weit entfernten Palm Springs gerochen werden konnten.
Vor allem aber bereitet der ständig steigende Salzgehalt Probleme, der (in den Jahren vor 2005) mit 4,4 Prozent bereits deutlich über dem Salzgehalt von Meerwasser lag und oberhalb dessen lediglich Barsche überlebensfähig sind. Außerdem führt der hohe Anteil an Düngemitteln aus der Landwirtschaft in den Zuflüssen zu einer vermehrten Algenblüte und zu erhöhten Konzentrationen von Bakterien, was wiederum den Vogelbestand gefährdet. Der New River galt bis vor kurzem als der meistverschmutzte Fluss der gesamten Vereinigten Staaten. Dazu kommt eine hohe Selenkonzentration, so dass nicht selten tote Fische ans Ufer geschwemmt und Vogelsterben beobachtet werden. Um diesen Entwicklungen entgegenzuwirken, sollen neben bereits existierenden Verdunstungsbecken auch Entsalzungsanlagen eingerichtet werden und andere Maßnahmen Abhilfe schaffen. Zur Diskussion stand um 2001 auch noch eine Verbindung mit unterirdischen Rohren zum Meer, sodass es zu einem Wasseraustausch kommen könne. Für den Fortbestand des Ökosystems setzten sich insbesondere der Kongressabgeordnete Sonny Bono und dessen Witwe Mary ein, sowie der Politiker Jerry Lewis, Abgeordneter im Repräsentantenhaus von 1979 bis 2013.
Seit 2016 stehen für die Sanierung des Sees und seines Umfelds Mittel aus einem Gewässer-Projekt zur Verfügung, das 2014 von den Kalifornischen Wählern in einer Volksabstimmung mit einem Etat von 7,5 Mrd. Dollar ausgestattet wurde. In dem Sanierungsprojekt namens  Salton Sea Management Plan sollen über einen Zeitraum von mehr als zehn Jahren rund 1,5 bis 2,5 Mrd. Dollar investiert werden, um die Entwicklung von giftigen Staubarten auf trockengefallenem ehemaligem Seeboden zu begrenzen und langfristig zu verhindern.

### Zukunftsaussichten
Forschungen der Lawrence Berkeley National Laboratory lassen vermuten, dass unter dem Salton See große Mengen Lithium lagern. Mit geschätzten rund 3,4 Mio. Tonnen wäre dies die größte Lithiumreserve Nordamerikas. Das Lithium ist in einer Sole gelöst und müsste nur an die Oberfläche gepumpt und extrahiert werden. Im Februar 2024 erfolgte am See der Spatenstich für das milliardenschwere Projekt „Hell's Kitchen“. Dazu gehört unter anderem der Bau einer Anlage zur Gewinnung des Lithiums.

## Tourismus
Der See zieht heute noch rund 150.000 Besucher pro Jahr an. Der Tourismus leidet unter den sich verschlechternden Bedingungen, sodass viele der Hotels am Seeufer geschlossen und verlassen sind. Die Zukunft des Sees bleibt ungewiss, da seine Rettung große Summen und eine Umstellung der gesamten Landwirtschaft der Gegend erfordern würde.
Der Verfall der Gebäude und Anlagen um den See erscheint in Folge 6 der 2. Staffel der Dokufiktion-Serie Zukunft ohne Menschen („Horrortrip“, USA 2010) als Beispiel dafür, was mit den Freizeitanlagen der Menschen nach einem fiktiven Verschwinden der Menschheit geschehen wird.

## Sonstige Rezeption
Wie viele weitere kalifornische Sehenswürdigkeiten und geographische Wahrzeichen ist der Saltonsee samt angrenzender Siedlungen im Videospiel Grand Theft Auto V als Alamo Sea nachgebildet und Wohnort eines Protagonisten. Neben dem heutigen Verschmutzungsgrad des Sees sind im Spiel unter anderem auch der „Save our Salton Sea“-Anwohnerinitiative nachempfundene Graffitti enthalten und omnipräsent in der betreffenden Region der Spielwelt.
Das 2008 veröffentlichte Musikvideo zum Lied Elephants der Sängerin Rachael Yamagata spielt ebenfalls am Ufer des Saltonsees und insbesondere am kurze Zeit später abgerissenen, jedoch ebenfalls in Grand Theft Auto nachgebildeten, North Shore Motel am nordöstlichen Ufer des Sees.